# 阿尔缅·吉加尔哈尼扬
阿尔缅·鲍里索维奇·吉加尔哈尼扬（發音：[dʒiɡɑrχɑnjɑn]；1935年10月3日—2020年11月14日）是苏联、亚美尼亚和俄罗斯演员。
吉加尔哈尼扬在埃里温出生和长大，并在这座城市的学术界和俄罗斯剧院开始表演，之后移居莫斯科继续舞台表演。从1960年开始，他出演了许多亚美尼亚电影。在1970年代，他因在苏联电影中扮演的各种角色而广受欢迎，例如《神出鬼没复仇者新历险记》（1968年）、其续集《俄罗斯帝国的皇冠，或曾经的神出鬼没复仇者》（1971年）和《接头地点不能改》（1979年）。在玛雅科夫斯基剧院演出了近30年之后，吉加尔哈尼扬到格拉西莫夫电影学院任教，并于1996年在莫斯科成立了自己的戏剧剧院。
吉加尔哈尼扬是在世的最著名的亚美尼亚和俄罗斯电影和舞台演员之一，他出演过的电影超过250部，在俄罗斯男演员中是出演电影最多的。

## 早年生活
阿尔缅·吉加尔哈尼扬于1935年10月3日出生于苏联亚美尼亚共和国的埃里温。他的祖父是“专业塔马达（宴会主持人）”，来自格鲁吉亚首都第比利斯的一个亚美尼亚家庭。他毕业于一所以安东·契诃夫命名的俄罗斯高中。在1953到1954年间，他在国营的亚美尼亚制片厂担任摄影机操作员的助手。

## 职业生涯

### 舞台演员
1955年，吉加尔哈尼扬进入了埃里温的孙杜基扬国家学术剧院。1958年以前，他在导演阿尔缅·古拉基扬的班里学习。从他进入孙杜基扬剧院的第一年，他就开始在埃里温斯坦尼斯拉夫斯基俄罗斯剧院表演。他在那里待了10年以上，直到1967年。在亚美尼亚唯一的俄罗斯剧院中，他扮演了大约30个角色，其中最著名的是亚历山大·奥斯特洛夫斯基《风暴》中的万尼亚·库德里亚什（Vanya Kudryash）、阿列克谢·尼古拉耶维奇·阿尔布佐夫《伊尔库茨克故事》（An Irkutsk Story）中的谢尔盖（Sergey），以及马克西姆·高尔基《较低的深度》中的“演员”。吉加尔哈尼扬从舞台生涯一开始，就表现出了令人敬畏的多面性，成功扮演了各种各样的角色，这些剧目既有古典的又有现代的，涵盖了莎士比亚、田纳西·威廉姆斯和现代俄罗斯作家。
1967年，吉加尔哈尼扬移居莫斯科，在连科姆剧院继续其职业生涯。他开始在阿纳托利·叶夫罗斯的领导下工作，但是他们只在一起工作了一小段时间。吉加尔哈尼扬在米哈伊尔·布尔加科夫的《伪君子阴谋》中刻画了莫里哀。埃夫罗斯离开后，吉加尔哈尼扬被赋予了更多的角色，但他不想在没有埃夫罗斯的剧院继续演出，因为他最初就是冲着这位导演才来的。
1969年，在安德烈·贡恰洛夫的推荐下，吉加尔哈尼扬加入了莫斯科的玛雅科夫斯基剧院。他一直在那里工作到1996年，在近30年的时间里，他一直是“其领衔主演”。他的首演是在亚历山大·法捷耶夫的《溃败》（The Rout）中饰演莱文森（Levinson）这一角色。他后来还在田纳西·威廉姆斯的《欲望号街车》中饰演过斯坦利·科瓦尔斯基。由于他大部分的角色都是主角，因此他也转而扮演过几个对立角色。
吉加尔哈尼扬于1975年在爱德华·拉德金斯基的《与苏格拉底的对话》（Conversations with Socrates）中扮演了苏格拉底，评论家们给予了很高的赞誉，称之为“现代场景最有趣和最强的演员”之一。在1970到1980年代，吉加尔哈尼扬出现在舞台上的频率越来越低，而出现在电影中的频率则越来越高，并且在苏联公众中变得广为人知。虽然他的登台次数减少了，但他的每一个角色都成为了讨论的对象。这一时期最出色的角色包括田纳西·威廉姆斯《热铁皮屋顶上的猫》中的大爹（Big Daddy）、罗伯特·博尔特《万岁！里贾纳万岁！》中的博斯韦尔勋爵（Lord Bothwell），以及爱德华·拉德金斯基《尼禄和塞内卡时代的剧院》（Theater in the Time of Nero and Seneca）中的尼禄等等。

### 舞台导演

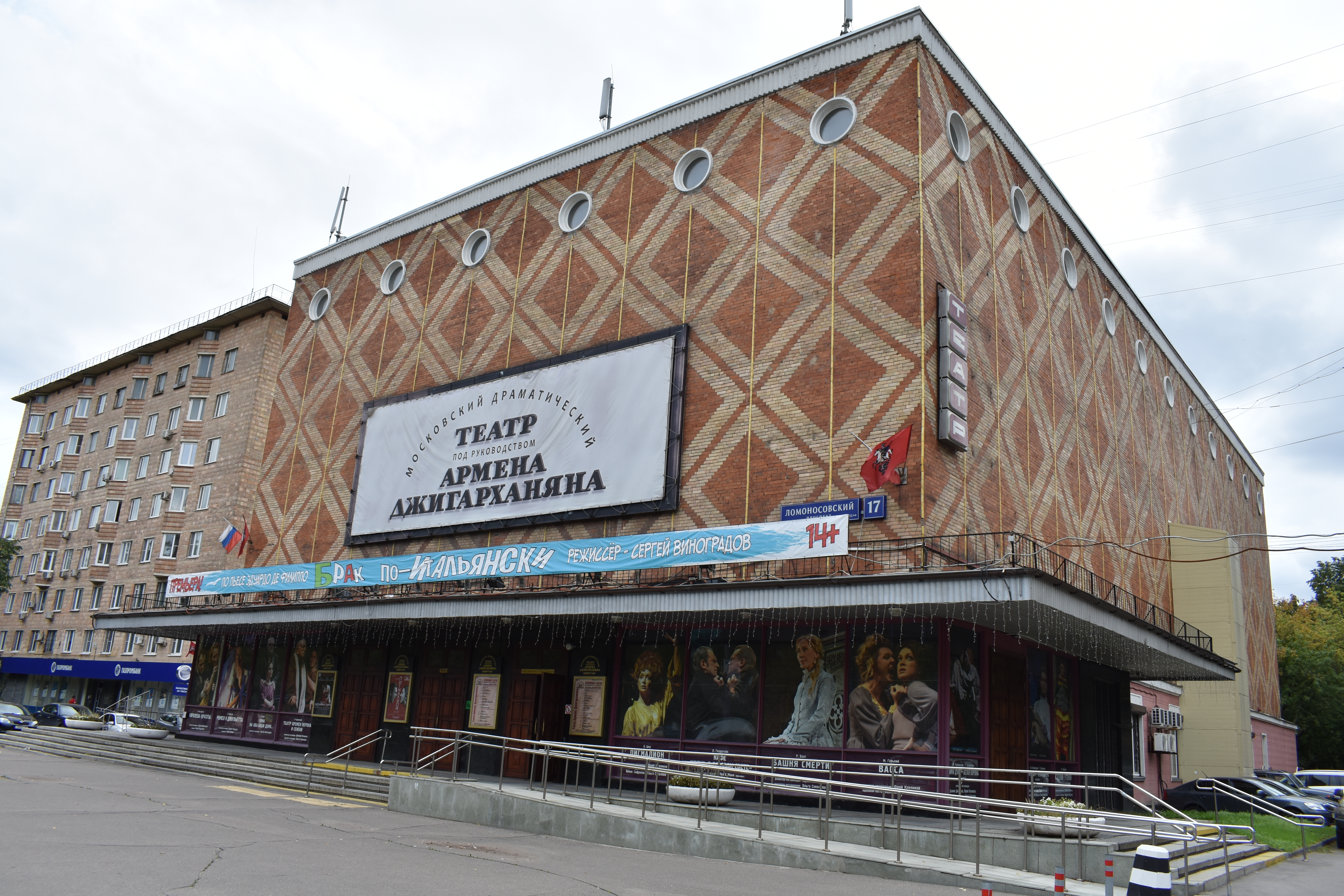
莫斯科的吉加尔哈尼扬剧院

在1989至1997年间，吉加尔哈尼扬在俄罗斯的国立电影学校格拉西莫夫电影学院（VGIK）执教。
在1990年代中期，吉加尔哈尼扬决定创建一个剧院，将他在VGIK的学生聚集起来。1996年3月，吉加尔哈尼扬建立了自己的剧院，并命名为“D”，现在名为“阿尔缅·吉加尔哈尼扬领导的莫斯科戏剧剧院”（Московский драматический театр под руководством Армена Джигарханяна）。他的剧院上演了许多著名戏剧，包括萨缪尔·贝克特的《克拉普最后的磁带》和哈罗德·品特的《归乡》。
吉加尔哈尼扬还曾领导过组合公司（只演出单一剧目的巡演公司），并在陀思妥耶夫斯基的《赌徒》中扮演将军（General）一角。在伦科姆剧院，他还在爱德华多·德菲利波的《菲卢梅纳·马尔图拉诺》中饰演主角。

### 电影
吉加尔哈尼扬的电影首秀是在1960年的电影《滑坡》（Obval）中饰演阿科普（Akop）。他在伏龙芝·多夫拉强的《你好，那是我！》（1966年）中饰演阿尔乔姆·曼韦良（Artem Manvelyan），他“颇具灵感地扮演物理学家，给观众留下了深刻的印象”。该片“使他享誉全国，并为他开创了极为丰富的银幕生涯。”在亚美尼亚著名导演亨里希·马良的影片《三角》（Yerankyuni，1967）中，他饰演了一位名叫乌斯塔·穆库奇（Usta Mukuch）的老铁匠，这为他后来几十年的数十部影片铺平了道路。
后来，他出现在几部标志性影片中，包括在埃德蒙·克奥萨扬的《神出鬼没复仇者新历险记》（1968年）和《俄罗斯帝国的皇冠，或曾经的神出鬼没复仇者》（1971年）中饰演上尉奥韦奇金（Ovechkin）。1973年的喜剧片《男人》（The Men）由埃德蒙·凯萨扬执导，成为了苏联后期最具标志性的亚美尼亚电影之一，如今在埃里温市中心还屹立着其主人公的塑像。“到1970年代初，吉加尔哈尼扬成为最受欢迎的苏联电影演员之一，他出演了200多个角色，涵盖了所有电影类型，从情景喜剧到历史冒险、心理剧、惊悚片和优秀文学的改编，毫不费力地游走于琐碎的娱乐和精致的艺术之间。”在五集迷你电视系列《接头地点不能改》（1979年）中，由历史上最受欢迎的弗拉基米尔·维索茨基主演，吉加尔哈尼扬扮演了一个法律小偷，这提高了他在普通苏联民众中的知名度。他还在苏法合拍片《德黑兰43》（1981年）中担任主角，克劳德·杰德扮演他神秘的年轻情妇，而科德·于尔根斯饰演他的律师。

## 个人生活
吉加尔哈尼扬结过三次婚。在1960年代初，他秘密地与埃里温的斯坦尼斯拉夫斯基俄罗斯剧院的女演员阿拉·瓦诺夫斯卡娅（Alla Vanovskaya）结婚。他们的女儿叶连娜（Yelena）出生于1964年，1987年因睡觉时没有关闭汽车发动机窒息而死，年仅23岁。他的第二任妻子塔季扬娜·弗拉索娃（Tatyana Vlasova）也是同一剧院的女演员。他们从未正式结婚，但从1967年开始同居，当时他们一起搬到了莫斯科。塔季扬娜现在居住在得克萨斯州的达拉斯，并在一所大学担任俄语教师。吉加尔哈尼扬经常与她会面。他的第三任妻子比他小43岁。

## 评价

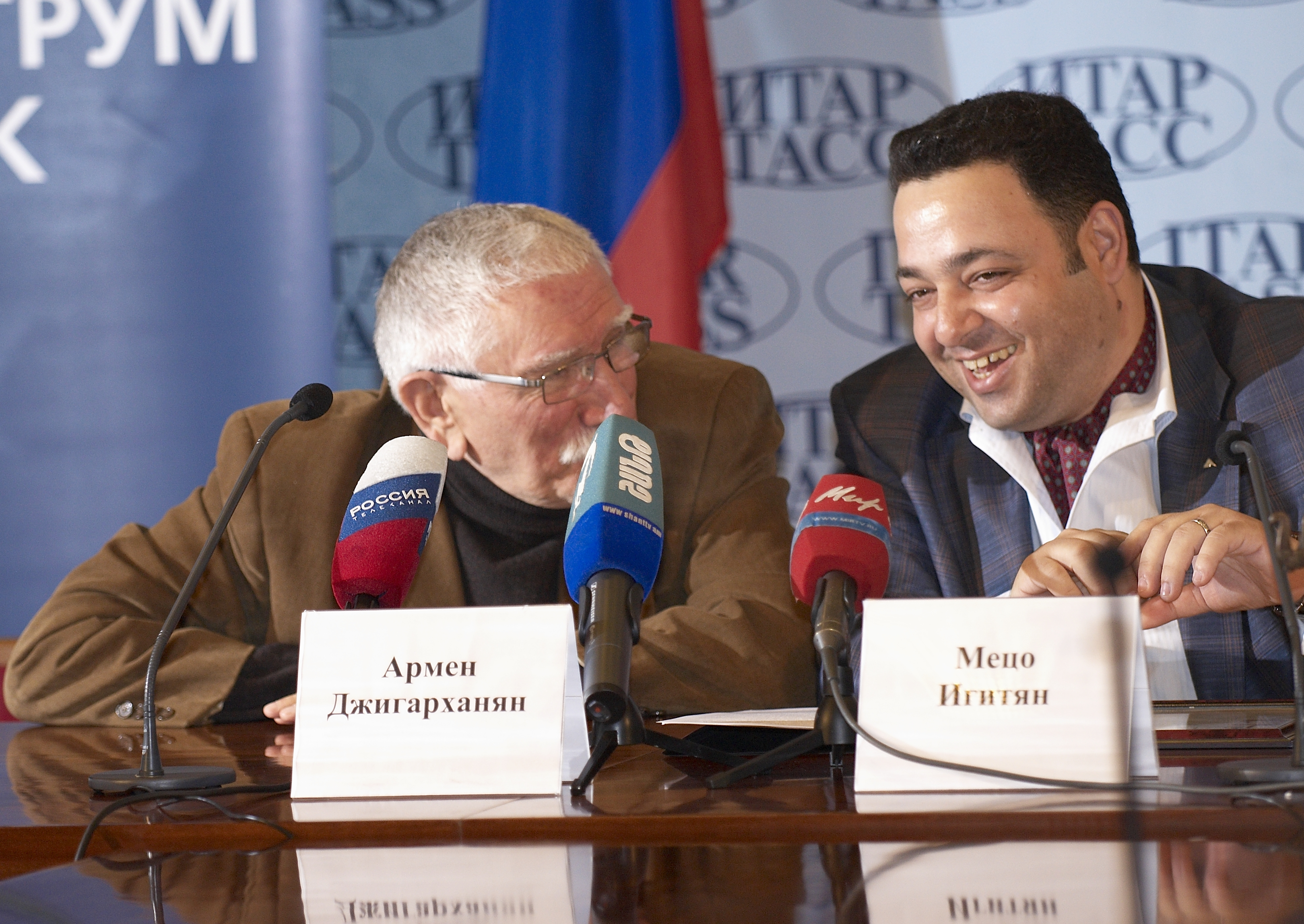
吉加尔哈尼扬（左）在俄通社-塔斯社的新闻发布会上，2012年

在电影和戏剧方面，吉加尔哈尼扬都是最受欢迎的在世著名俄罗斯演员之一。俄罗斯最大的周报之一《新报》将吉加尔哈尼扬称为俄罗斯戏剧和电影中的“独特品牌”，并将他的声音称为“独立的在世品牌”。埃利奥特国际事务学院的斯拉夫语和电影研究教授彼得·罗尔伯格（Peter Rollberg）说：“吉加尔哈尼扬的角色通常以坚忍、讽刺和安静的内在力量为特征，并散发出与年俱增的粗犷魅力。”
随着弗伦济克·姆克尔强（1993年）、霍连·阿布拉米安（2004年）和索斯·萨尔格相（2013年）的去世，吉加尔哈尼扬成为最后一位苏联时代的主要亚美尼亚演员。
在庆祝他2005年的生日时，亚美尼亚第二任总统罗伯特·科恰良表示，吉加尔哈尼扬“大受欢迎”是“因为他的才华和奉献精神”。科恰良进一步说：“他的艺术已成为亚美尼亚和俄罗斯文化相互丰富的独特标准。”2010年，亚美尼亚现任总统谢尔日·萨尔基相将这位艺术家称为具有“无限才能和魅力”的“现代电影界杰出人物之一”。萨尔基相说：“亚美尼亚民族为您感到骄傲。”2010年，俄罗斯总统德米特里·梅德韦杰夫向吉加尔哈尼扬授予了祖国功勋勋章，并表示：
|  | 几十年来，您将您的才华献给了观众，而观众则以真诚的爱来回应您，感谢您。您扮演了许多令人难忘的角色，每个角色都展现了您对表演的精通。今天，您无穷无尽的创造力，以及整合有才华者的能力，在您最受欢迎的莫斯科剧院之一的工作中，帮助您教育了年轻一代的国内演员。 |

2012年，莫斯科市长谢尔盖·索比亚宁向吉加尔哈尼扬祝贺生日，并称其为“杰出的演员和才华横溢的导演”，“多年来服务于舞台与银幕，为俄罗斯文化的发展做出了巨大贡献。”

### 记录
许多消息来源声称，吉加尔哈尼扬被《吉尼斯世界纪录》列为电影出镜次数最多（截至2013年）的俄罗斯演员，说他曾参演过250部电影（按照俄罗斯新闻社的说法，则为300部）。但是，《吉尼斯世界纪录》的网站并没有按国家提供此类数据。对于他出演过的大量电影，著名苏联亚美尼亚作曲家阿拉姆·哈恰图良曾说过：“（每当）你打开熨斗时，吉加尔哈尼扬就来了！”演员瓦连京·哈夫特说过一句话，幽默地提到了他的出场次数之多：“世界上的亚美尼亚人很少，/比吉加尔哈尼扬出演的电影还少。”（Гораздо меньше на земле армян, / Чем фильмов, где сыграл Джигарханян.）

### 获奖
苏联
- 苏联人民艺术家（1985年）[7][31]

俄罗斯
- 俄罗斯苏维埃联邦社会主义共和国人民艺术家（1973年）[31]
- 祖国功勋勋章，三级（1995年）[32]
- 祖国功勋勋章，四级（2005年）[33]
- 亚历山大·涅夫斯基勋章（2006年）[6][34]
- “水晶图兰朵”（ХрустальнаяТурандот），莫斯科最高剧院奖（2010）[35]
- 祖国功勋勋章，二级（2010年）[36]

亚美尼亚
- 亚美尼亚苏维埃社会主义共和国人民艺术家（1977年）[9][31]
- 圣梅斯罗普·马什托茨勋章（英语：Order of St. Mesrop Mashtots）（1996年）[6]
- 埃里温荣誉市民（2001年）[37]
- 亚美尼亚荣誉勋章（英语：Orders, decorations, and medals of Armenia#Civil orders of Armenia）（2010年）[38]

## 部分影片
| 年份 | 影片                                         | 影片原名                                                             | 角色                           | 备注 |
| ---- | -------------------------------------------- | -------------------------------------------------------------------- | ------------------------------ | ---- |
| 1966 | 你好，那是我！                               | Здравствуй, это я!                                                   | 阿特姆·曼维利安                |      |
| 1967 | 三角                                         | Треугольник                                                          | 乌斯塔·穆库奇                  |      |
| 1968 | 神出鬼没复仇者新历险记                       | Новые приключения Неуловимых                                         | 奥维奇金船长                   |      |
| 1970 | 海鸥                                         | Чайка                                                                | 伊利亚·阿凡纳西耶维奇·尚拉耶夫 |      |
| 1971 | 俄罗斯帝国的皇冠，或曾经的神出鬼没复仇者     | Корона Российской Империи, или Снова Неуловимые                      | 奥维奇金船长                   |      |
| 1973 | 男人                                         | Мужчины                                                              | 加扎良                         |      |
| 1975 | 你好，我是你阿姨！                           | Здравствуйте, я ваша тётя!                                           | 克里格斯法官                   |      |
| 1977 | 九月来临时                                   | Когда наступает сентябрь                                             | 莱文·波哥斯扬                  |      |
| 1978 | 马槽里的狗                                   | Собака на сене                                                       | 特里斯坦                       |      |
| 1979 | 接头地点不能改                               | Место встречи изменить нельзя                                        | 驼背                           |      |
| 1980 | 拉弗蒂                                       | Рафферти                                                             | 汤米·法里切蒂                  |      |
| 1981 | 德黑兰43                                     | Тегеран 43                                                           | 马克斯·里卡斯                  |      |
| 1982 | 吉科尔                                       | Гикор                                                                | 巴扎兹·阿特姆                  |      |
| 1986 | 海豚的哭泣                                   | Крик дельфина                                                        | 管家                           |      |
| 1988 | 第13个使徒                                   | 13-й апостол                                                         | 大卫                           |      |
| 1989 | 两支箭·石器时代的侦探                        | Две стрелы. Детектив каменного века                                  | 部落首领                       |      |
| 1990 | 护照                                         | Паспорт                                                              | 塞米恩·克莱因                  |      |
| 1992 | 德里巴索夫斯卡娅天气不错，布赖顿海滩又下雨了 | На Дерибасовской хорошая погода, или На Брайтон-Бич опять идут дожди | 卡兹                           |      |
| 1992 | 白王红后                                     | Белый король, красная королева                                       | 马凯耶夫                       |      |
| 1993 | 梦                                           | Сны                                                                  | 医生                           |      |
| 1995 | 真是一团糟！                                 | Ширли-мырли                                                          | 科祖尔斯基                     |      |
| 2008 | 最佳影片                                     | Самый лучший фильм                                                   | 上帝的秘书                     |      |
| 2008 | 上帝的微笑或敖德萨故事                       | Улыбка Бога, или Чисто одесская история                              | 菲利普·奥尔尚斯基              |      |
| 2009 | 幸运儿！                                     | О, счастливчик!                                                      | 祖父拉米兹                     |      |
| 2009 | 哈姆雷特·二十一世纪                          | Гамлет. XXI век                                                      | 掘墓人                         |      |

配音
| 年份      | 影片                 | 影片俄文名               | 角色              | 备注     |
| --------- | -------------------- | ------------------------ | ----------------- | -------- |
| 1982      | 从前有只狗           | Жил-был пёс              | 狼                |          |
| 1984      | 爱的公式             | Формула любви            | 卡格里奥斯特伯爵  |          |
| 1988      | 金银岛               | Остров сокровищ          | 约翰·西尔弗       |          |
| 2009      | 飞屋环游记           | Вверх                    | 卡尔·弗雷德里克森 | 俄语配音 |
| 2013-2016 | 艾丽莎知道该怎么办！ | Алиса знает, что делать! |                   | [ 39 ]   |